# Neurachne queenslandica
Neurachne queenslandica är en gräsart som beskrevs av Stanley Thatcher Blake. Neurachne queenslandica ingår i släktet Neurachne och familjen gräs. Inga underarter finns listade i Catalogue of Life.